# The Little Giant (Johnny Griffin)
The Little Giant è un album di Johnny Griffin, pubblicato dalla Riverside Records nel 1959. Il disco fu registrato il 4 e 5 agosto 1959 a New York City, New York (Stati Uniti).

## Tracce
Lato A
1. Olive Refractions – 4:30 (Norman Simmons)
2. The Message – 7:15 (Norman Simmons)
3. Lonely One – 4:08 (Babs Gonsalez)

Lato B
1. 63rd Street Theme – 7:28 (Johnny Griffin)
2. Playmates – 4:30 (Saxie Dowell)
3. Venus and the Moon – 6:25 (Norman Simmons)

## Musicisti
- Johnny Griffin - sassofono tenore
- Blue Mitchell - tromba (tranne brano: Lonely One)
- Julian Priester - trombonr (tranne brano: Lonely One)
- Wynton Kelly - pianoforte (tranne brano: Lonely One)
- Sam Jones - contrabbasso
- Albert Tootie Heath - batteria[3]